# Eike Ullmann
Eike Ullmann (* 17. Oktober 1941 in Dudweiler) ist ein deutscher Rechtswissenschaftler. Er war von 1988 bis 2006 Richter am Bundesgerichtshof, davon seit 1998 Vorsitzender Richter. 

## Leben

### Kindheit, Ausbildung und frühe Berufsjahre
Ullmann ist der Sohn des späteren Regierungsdirektors Heinz Ullmann und seiner Ehefrau Marianne, geborene Nieser. Er besuchte die Grundschulen in Waldsee und in Neustadt an der Weinstraße und anschließend das  Görres-Gymnasium in Koblenz, wo er im März 1960 sein Abitur ablegte. Nach dem Studium der Rechtswissenschaft an den Universitäten Heidelberg, Wien und Saarbrücken bestand er im Herbst 1964 in Heidelberg sein erstes Staatsexamen. Anschließend absolvierte er von 1965 bis 1968 im OLG-Bezirk Karlsruhe sein Referendariat. Während dieser Zeit war er zugleich als wissenschaftliche Hilfskraft am Lehrstuhl von Othmar Jauernig an der Universität Heidelberg beschäftigt. 
Im Anschluss an das zweite Examen im Herbst 1968 setzte er zunächst seine akademische Laufbahn als wissenschaftlicher Assistent von Jauernig fort. Im Jahre 1969 promovierte er über die „Sicherung künftiger Ansprüche durch Arrest und einstweilige Verfügung“. Ein Jahr später trat er in den höheren Justizdienst von Baden-Württemberg ein und wurde als Gerichtsassessor am Landgericht Mannheim eingesetzt. Hier war er der 7. Zivilkammer zugeteilt, die für den gewerblichen Rechtsschutz zuständig war. Mit diesem Rechtsgebiet blieb Ullmann auch in seinem weiteren Berufsleben verbunden.

### Vom Landgericht zum Bundesgerichtshof
1972 wurde er zum Richter am Landgericht Mannheim ernannt. Es folgte von 1974 bis 1977 eine Abordnung als wissenschaftlicher Mitarbeiter an den X. Zivilsenat des Bundesgerichtshofs, der mit dem Patentrecht befasst war. Von 1977 bis 1988 saß er im 6. Zivilsenat des Oberlandesgerichts Karlsruhe, in dem er sich mit Immaterialgüterrecht und Wettbewerbsrecht beschäftigte. In den 80er Jahren wirkte er auch in mehreren Sendungen der Serie Der Gerichtstag mit, die vom SWR ausgestrahlt wurde. 
1988 wurde er zum Richter am Bundesgerichtshof gewählt und dem I. Zivilsenat zugeteilt. 1998 übernahm er den Vorsitz des VII. Zivilsenats, der für das private Baurecht und das Architektenrecht zuständig ist. Unter seinem Vorsitz erging u. a. das Urteil zur Prüfbarkeit der Schlussrechnung von Architekt und Bauunternehmer.  Im Jahre 2002 kehrte er wieder in den I. Zivilsenat zurück, dem er bis zu seinem Eintritt in den Ruhestand 2006 angehörte.

### Sonstige Aktivitäten
Über die Rechtsprechungstätigkeit hinaus war Ullmann in vielfältigen Funktionen aktiv. Ab 1989 repräsentierte er den Bundesgerichtshof bei der juris GmbH, von deren Beirat er 2001 zum Vorsitzenden gewählt wurde. Ab März 1992 lehrte er als Honorarprofessor an der Universität Mannheim. Im Auftrag des Bundes reiste er wiederholt in die Volksrepublik China, um dort beim Aufbau des Patentwesens zu helfen (erstmals 1987). Diverse Einsätze für die IRZ-Stiftung führten ihn nach Estland, Lettland, Polen und Ungarn, wo er einen Beitrag zum gewerblichen Rechtsschutz und zum europäischen Gemeinschaftsrecht leistete. 
Ullmann veröffentlichte zusammen mit Rudolf Nirk 1999 und 2007 Neubearbeitungen eines von Karl Bruchhausen begründeten Lehrbuchs zum Patent-, Gebrauchsmuster- und Sortenschutzgesetz. Er ist Herausgeber eines Praxiskommentars zum UWG, der 2013 in dritter Auflage erschien und zudem online zugänglich ist. Seit der 7. Auflage kommentiert er im Benkard zentrale Vorschriften des Patent- und Gebrauchsmustergesetzes.
Er ist verheiratet und Vater von drei Kindern.